# Uniondale (Indiana)
Uniondale est une municipalité située dans le comté de Wells, dans l’État de l'Indiana, aux États-Unis. Lors du recensement de 2020, elle compte 271 habitants.